# 王欣然 (短道速滑运动员)
王欣然（2001年8月3日—），黑龙江哈尔滨人，中国女子短道速滑运动员，2023年世界短道速滑锦标赛混合2000米接力银牌得主、2025年亚洲冬季运动会女子3000米接力金牌得主。